# إيلفان أبيليجيسيه
إيلفان ابيليجيسيه (بالإنجليزية: Elvan Abeylegesse)‏ وإسمها الحقيقي هيوان أبييه (بالإنجليزية: Hewan Abeye)‏ و(باللغة الأمهرية: አልቫን አበይለገሠ) و (وباللغة التركية:Elvan Can) وهي عدائة مسافات طويلة تركية من أصل إثيوبي ولدت في يوم 11 سبتمبر 1982 في مدينة أديس أبابا عاصمة إثيوبيا وهي عدائة تنافس في مسافات 1500 متر و 3000 متر موانع و 5000 متر و 10000 متر، تمكنت هذه العدائة من تحقيق ميداليتين فضيتين في أولمبياد بكين 2008 في مسافة 5000 م و 10000 م خلف العدائة الإثيوبية تيرونيش ديبابا وفي بطولة العالم لألعاب القوى 2007 في أوساكا وفازت في بطولة أوروبا لألعاب القوى في بطولة برشلونة 2010 وتمكنت من تحقيق ميداليتين ذهبتين في 5000 م و10000 م وتمكنت من تحقيق الميدالية الذهبية ألعاب البحر الأبيض المتوسط 2009 في بسكارا.

## روابط خارجية
- إيلفان أبيليجيسيه على موقع الاتحاد الدولي لألعاب القوى (الإنجليزية)
- إيلفان أبيليجيسيه على موقع الدوري الماسي (الإنجليزية)
- إيلفان أبيليجيسيه على موقع اللجنة الأولمبية الدولية (الإنجليزية)
- إيلفان أبيليجيسيه على موقع أوليمبيديا (الإنجليزية)